# Сарвіра Андрій Ігорович
Андрій Ігорович Сарвіра (нар. 18 липня 1989, Вінниця, УРСР) — український волонтер, військовий, підприємець, власник «Veterano Pizza» (Дніпро), голова громадської організації «Асоціація ветеранів підприємців».

## Біографія
Народився 18 липня 1989 року у Вінниці. З 2010 по 2014 рік вчився в Національному педагогічному університети імені М. П. Драгоманова за спеціальністю вчитель англійської мови і літератури.
З 2006 року по 2007 рік працював на заводі «Масложиркомбінат» у Вінницькій області.
З 2007 року по 2010 рік працював художником оформлювачем в агентстві з виготовлення реклами.
З початком війни на сході України військовий волонтер, безліч виїздів і доставки матеріального забезпечення українським військовим.[джерело?]
З 2015 року — молодший сержант у 81 окремій аеромобільній бригаді, брав участь у бойових діях війни на сході України.[джерело?]
23 вересня 2015 року за бійку семирічної давності Вінницький міський суд змінив запобіжний захід на утримання під вартою, через  те, що він нібито порушив запобіжний захід і поїхав добровольцем у зону АТО, йому інкримінують нанесення умисних тяжких тілесних ушкоджень, судова справа триває вже більше семи років. Справа Сарвіри викликала резонанс у ЗМІ і вже 10 лютого 2016 року вирок було скасовано, Андрія звільнено з-під варти в залі суду.
Після демобілізації у 2016 році почав підприємницьку діяльність, зокрема відкрив піцерію «Veterano Pizza» (Дніпро) і пивоварню «First Wave». 9 липня 2017 року вночі відбувся підпал літнього майданчику піцерії. Згодом заклад продовжив роботу та пропрацював до 3 лютого 2018, після чого був закритий для зміни локації. 12 серпня 2018 року відкрилась «Veterano Pizza» в оновленому форматі. 28 лютого 2017 Президент України Петро Порошенко разом з міністром оборони Степаном Полтораком та мером міста Борисом Філатовим відвідали піцерію, під час розмови Андрій розповів про проблеми адаптації військовослужбовців після демобілізації. Брав активну участь в «Ярмарку вакансій для ветеранів АТО» (м.Дніпро) у 2018 році.

## Громадянська діяльність
З 2017 року і до теперішнього часу обраний головою Громадської організації «Асоціація ветеранів-підприємців» у місті Дніпро.
Член Політичної партії «Демократична сокира».
У 2019 році брав участь в парламентських виборах від партії «Демократична Сокира» у 26 окрузі міста Дніпро, посів восьме місце з результатом в 1,19%.

## Родина
Одружений, дружина — Сарвіра Анна Олегівна. Син Ігор Сарвіра, 2017 року народження.